# Bintuni
Bintuni (vroeger: Steenkool) is een plaats in de Indonesische provincie West-Papoea op het eiland Nieuw-Guinea, het voormalige Nederlands-Nieuw-Guinea, gelegen op het schiereiland Vogelkop. Bintuni is de hoofdplaats van het regentschap Teluk Bintuni.

## Steenkool
De plaats telde in 1958 circa 8.500 inwoners (waaronder 204 Europeanen) en was belangrijk als oliehaven.
Steenkool was een van de 19 binnenlandse bestemmingen, waarop door luchtvaartmaatschappij Kroonduif werd gevlogen vanuit Hollandia.